# Procladius nudipennis
Procladius nudipennis är en tvåvingeart som beskrevs av Lars Zakarias Brundin 1947. Procladius nudipennis ingår i släktet Procladius och familjen fjädermyggor. Inga underarter finns listade i Catalogue of Life.